# Тулчик
Тулчик або Тульчик (словац. Tulčík) — село в Словаччині, Пряшівському окрузі Пряшівського краю. Розташоване в північній частині східної Словаччини, на південних схилах Низьких Бескидів в долині Секчова.
Уперше згадується 1248 року.
У селі є римо-католицький костел збудований первісно в стилі готики, перебудований у 17 та 18 століттях.

## Населення
| Рік:            | 1993 | 2003    | 2013    | 2023    |
| --------------- | ---- | ------- | ------- | ------- |
| Кількість осіб: | 1251 | 1297    | 1325    | 1324    |
| Різниця:        |      | +3,67 % | +2,15 % | -0,07 % |

| Рік:            | 2022 | 2023    |
| --------------- | ---- | ------- |
| Кількість осіб: | 1312 | 1324    |
| Різниця:        |      | +0,91 % |

У селі проживає 1 319 осіб.